# Parafia Niepokalanego Poczęcia Najświętszej Maryi Panny we Wrocławiu
Parafia Niepokalanego Poczęcia Najświętszej Maryi Panny we Wrocławiu – znajduje się w dekanacie Wrocław Krzyki w archidiecezji wrocławskiej. Jej proboszczem jest ks. Marek Michalik. Obsługiwana przez kapłanów archidiecezjalnych. Erygowana w 1994. Mieści się przy ulicy Agrestowej.

## Obszar parafii
- Parafia obejmuje ulice: Agrestowa (nr 1-99, 2-100), Aliancka, Borówczana, Czereśniowa, Dereniowa, Hippiczna, Kalinowa, Końska, Malinowa, Okrężna, Ołtaszyńska (nr 2-52), Ożynowa, Porzeczkowa, Tarninowa, Tenisowa, Turniejowa, Warsztatowa, Wojszycka, Wyścigowa, Zapaśnicza, Żołnierska.